# Bröllopet på Ulfåsa I
Bröllopet på Ulfåsa är en svensk kort dramafilm från 1910 i regi av Carl Engdahl. Den premiärvisades 14 mars 1910 på Malmö Gamla Biograf i Malmö.

## Om filmen
Filmen spelades in vid Svenska Biografteaterns ateljé i Kristianstad med exteriörer från Vittskövle slott, Teaterrestaurangens terrass i Kristianstad och omgivningar runt staden. Robert Olsson var filmfotograf.
Filmmanuset baserades på Frans Hedbergs pjäs Bröllopet på Ulfåsa som uruppfördes på Kungliga Stora Teatern i Stockholm 1865. Samma år spelades det ytterligare en film på samma förlaga; se Bröllopet på Ulfåsa. Historien grundar sig delvis på en historisk händelse, bröllopet på Ulvåsa, som stod år 1337 mellan Märta Ulfsdotter och Sigvid Ribbing på Ulvåsa slott, i nuvarande Motala kommun.

## Roller i urval
- Oscar Söderholm - Birger jarl
- Georg Dalunde - Bengt Lagman
- Wilgot Ohlsson - Knut Algotsson
- Frida Greiff - Sigrid, Knuts dotter
- Carl Engdahl - Björn, Knuts väpnare
- Otto Holmén - Botvid, prior i Vreta